# Winston (Vorname)
Winston ist ein altenglischer männlicher Vorname. Außerdem ist er ein Familienname.

## Bedeutung
Auf Deutsch bedeutet der Name so viel wie „Freudenstein“ oder als Städtename „Siegesstadt, Weinstadt, Freundesstadt“.

## Variationen
Variationen sind Winsten, Winstonn, Wynstan und Wynston, sowie die Kurz- und Koseformen Win und Winn.

## Namensträger
- Winston Churchill (1620–1688) (1620–1688), englischer Offizier, Staatsmann und Historiker
- Winston Churchill (Schriftsteller) (1871–1947), US-amerikanischer Schriftsteller
- Winston Churchill (1874–1965), britischer Staatsmann und Schriftsteller
- Winston Spencer-Churchill (1940–2010), britischer Politiker
- Winston Groom (1943–2020), US-amerikanischer Schriftsteller
- Winston Holmes (1879–1946), US-amerikanischer Bluessänger und Musikproduzent
- John Winston Lennon (1940–1980), britischer Musiker
- Winston Hubert McIntosh (Peter Tosh) (1944–1987), jamaikanischer Reggaemusiker
- Winston Reid (* 1988), dänisch-neuseeländischer Fußballspieler maorischer Abstammung
- Winston Sharples (1909–1978), US-amerikanischer Komponist